# Castello di Bramafam
Il castello di Bramafam, comunemente chiamato torre di Bramafam (in francese  tour de Bramafam) e raramente castello dei Visconti di Aosta, si trova nella città di Aosta, all'angolo tra via Bramafam e viale Carducci, lungo la cinta muraria di epoca romana.

## Architettura
È composto da un grande edificio parallelepipedo, un tempo adibito ad abitazione, e dall'adiacente torre cilindrica, la quale si innalzava sul bastione della "porta principale destra" (porta principalis dextera) della cinta muraria romana. In alcuni punti alla base della torre è ancora visibile il muro romano originale, mentre sul lato meridionale è ben leggibile la scarpata di epoca medievale. La torre è completata da una merlatura guelfa e presenta alcune strette feritoie.

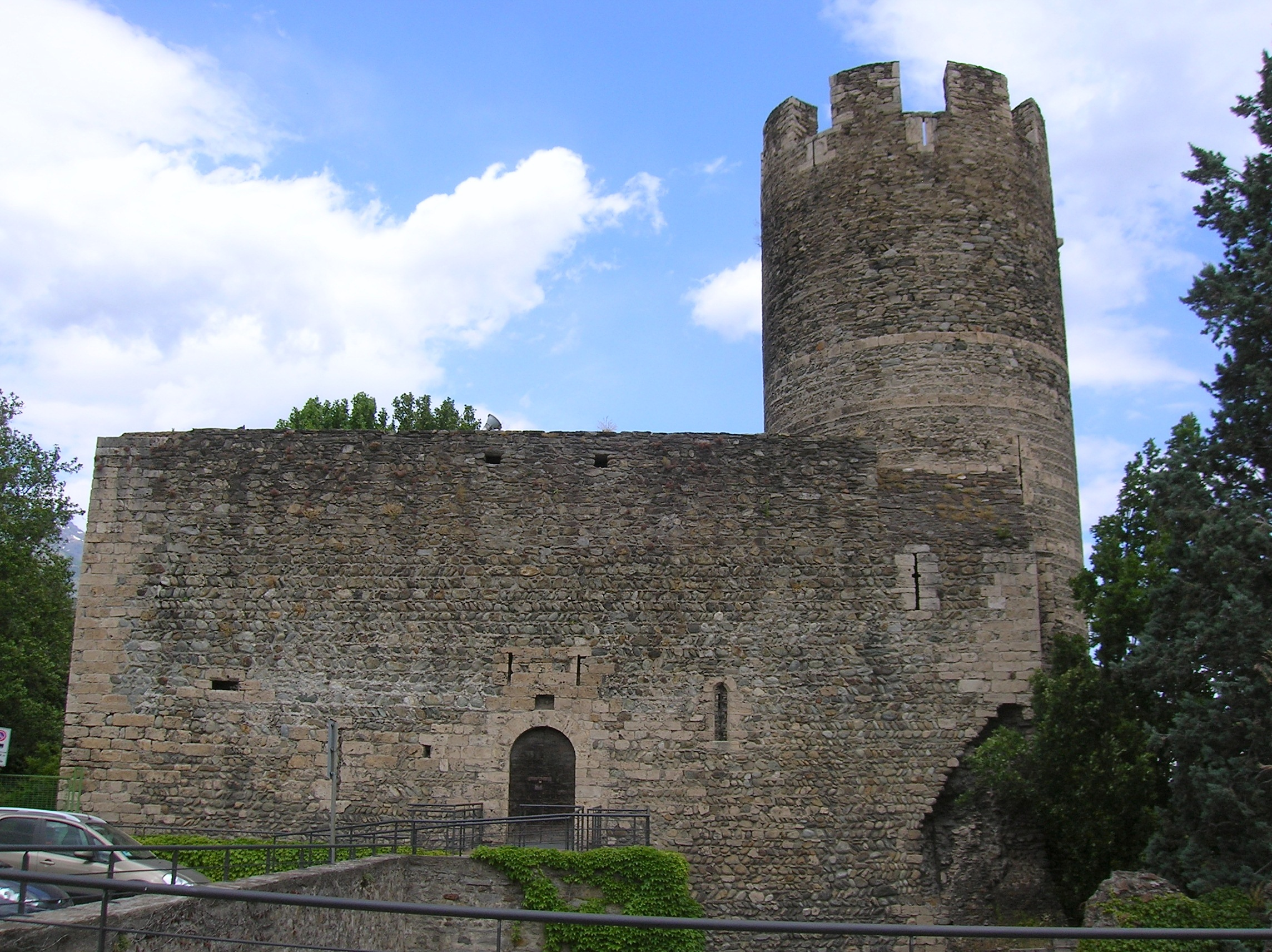
La facciata principale

Il fabbricato principale esibisce una serie di finestre a bifora sul lato settentrionale, la cui fattura ricorda le bifore del castello di Ussel. L'edificio rivela la presenza di due accessi: dal lato occidentale, l'accesso principale si apre con una porta ad arco e un tempo era corredato da un ponte levatoio, mente dal lato orientale si apriva un secondo accesso.
Particolarità del castello di Bramafam era la cisterna dell'acqua, addossata al lato sud dell'edificio principale e non interrata come negli altri castelli della Valle.
Torre e fabbricato sono entrambi ridotti in rovina da secoli.
Il castello di Bramafam, secondo Bruno Orlandoni, porta chiari i segni di una tradizione di progettazione e tecnica architettonica che deriverebbe dallo stile gotico internazionale: in particolare, in epoca medievale egli riscontra un "proporzionamento di tipo aureo", ossia non l'uso vero e proprio della sezione aurea, ma piuttosto una proporzione di riferimento ad essa molto vicina. La mancanza di rilievi e di studi più approfonditi impedisce di valutarne appieno le implicazioni.

## Storia

Castello di Bramafam in una foto di Carlo Nigra (1856-1942)

Piantina del castello di Carlo Nigra su studi di Alfredo D'Andrade

I ruderi del castello attuale sono probabilmente databili intorno alla seconda metà del XIII secolo, ma la presenza di una torre in loco è precedente.
In origine vi si trovava una torre la cui presenza è testimoniata in alcuni documenti del 1212 - 1214: era detta torre Beatrice (tour Béatrix), dal nome che assunse anche la porta principalis dextera allorché Beatrice di Ginevra volle convolare a nozze con Gotofredo I di Challant, nel 1223.
Sede del viscontato di Aosta, il castello fu riadattato a castello in epoca medievale per volere della nobile famiglia degli Challant.
In mano agli Challant, che avevano il controllo su tutta la cinta sud-occidentale delle mura, il castello di Bramafam subì il saccheggio di Giacomo di Quart nel 1253. Nel 1295 venne ceduto da Ebalo I di Challant al conte di Savoia Amedeo V, in occasione della cessione del Viscontato e in cambio del feudo di Monjovet. 
Tuttavia, alla famiglia Challant restò ancora qualche diritto sul castello di Bramafam, dato che nel XVIII secolo ne affittava le rovine.
L'edificio cambiò molti proprietari nel corso dei secoli e fu spesso conteso tra le varie famiglie della zona.  Versò presto in stato di degrado, perdendo importanza politica e amministrativa: nel XVI secolo - quando la Cancelleria, le compravendite basate sulle Carte Augustane, la stipula di atti pubblici e privati passò definitivamente di mano dai Visconti ai notai - il castello di Bramafam era già in rovina.

## Leggende
Il termine Bramafam proviene dal patois valdostano "bramé la fam", e significa "gridare per la fame": varie spiegazioni sono state date dalla cultura popolare a questo nome.
Una leggenda narra che, per motivi dettati dalla gelosia, vi fu imprigionata e lasciata morire per fame la moglie di un membro della famiglia Challant.
Secondo un'altra ipotesi comune, a causa di una grave carestia o in varie occasioni di miseria la popolazione si sarebbe ammassata davanti alla torre (abitazione dei potenti) chiedendo cibo, dando così il nome alla torre.

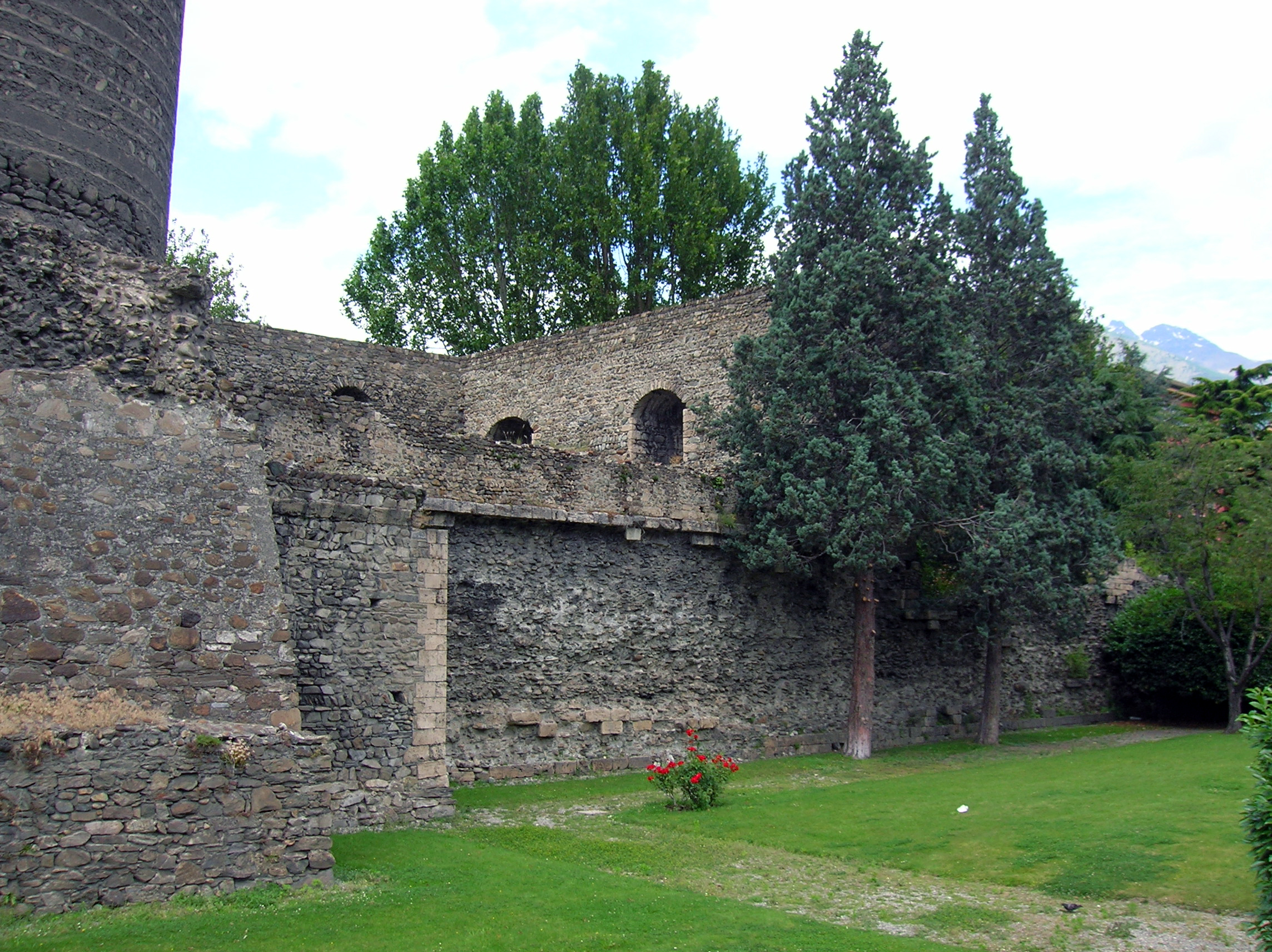
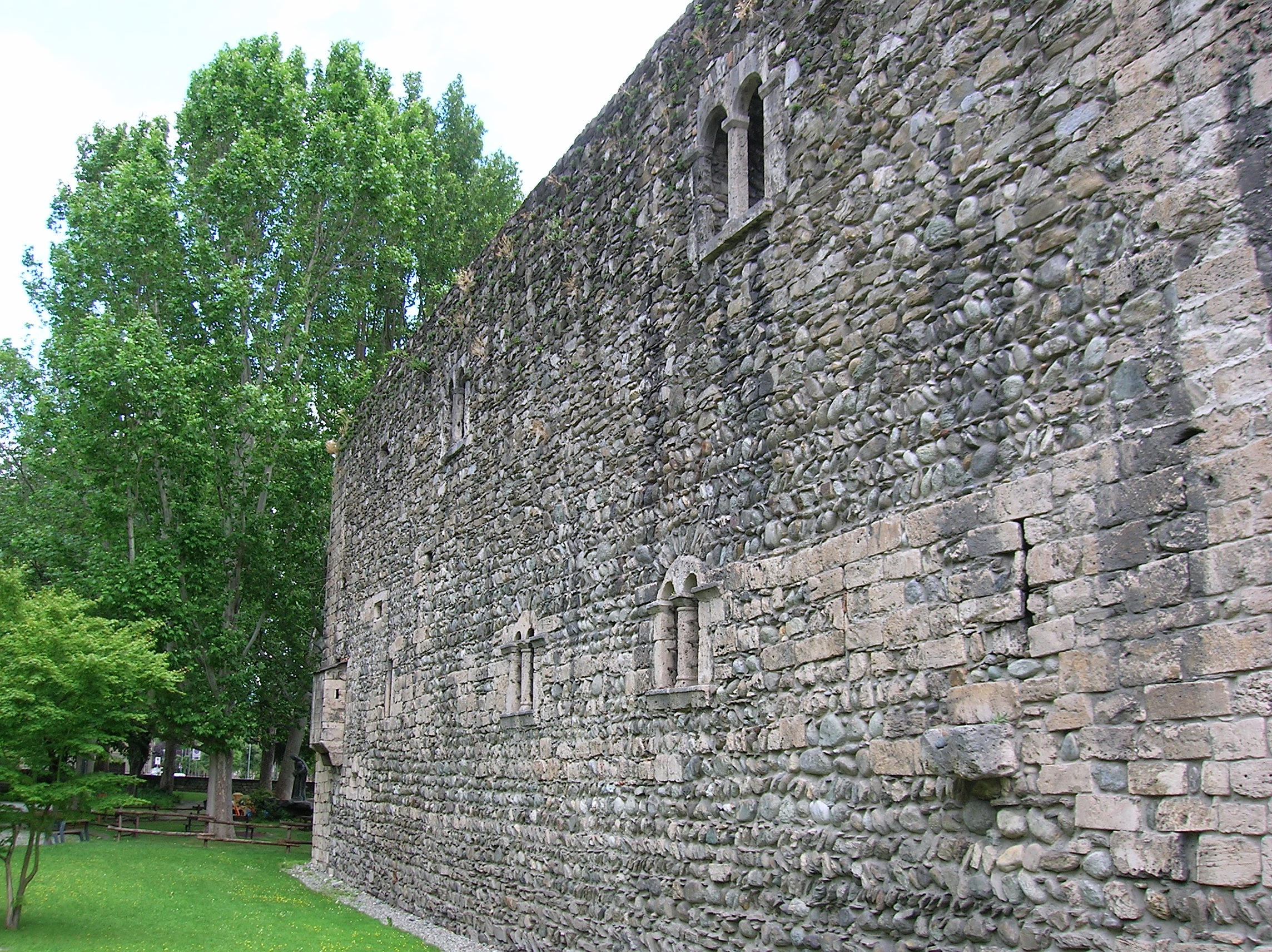
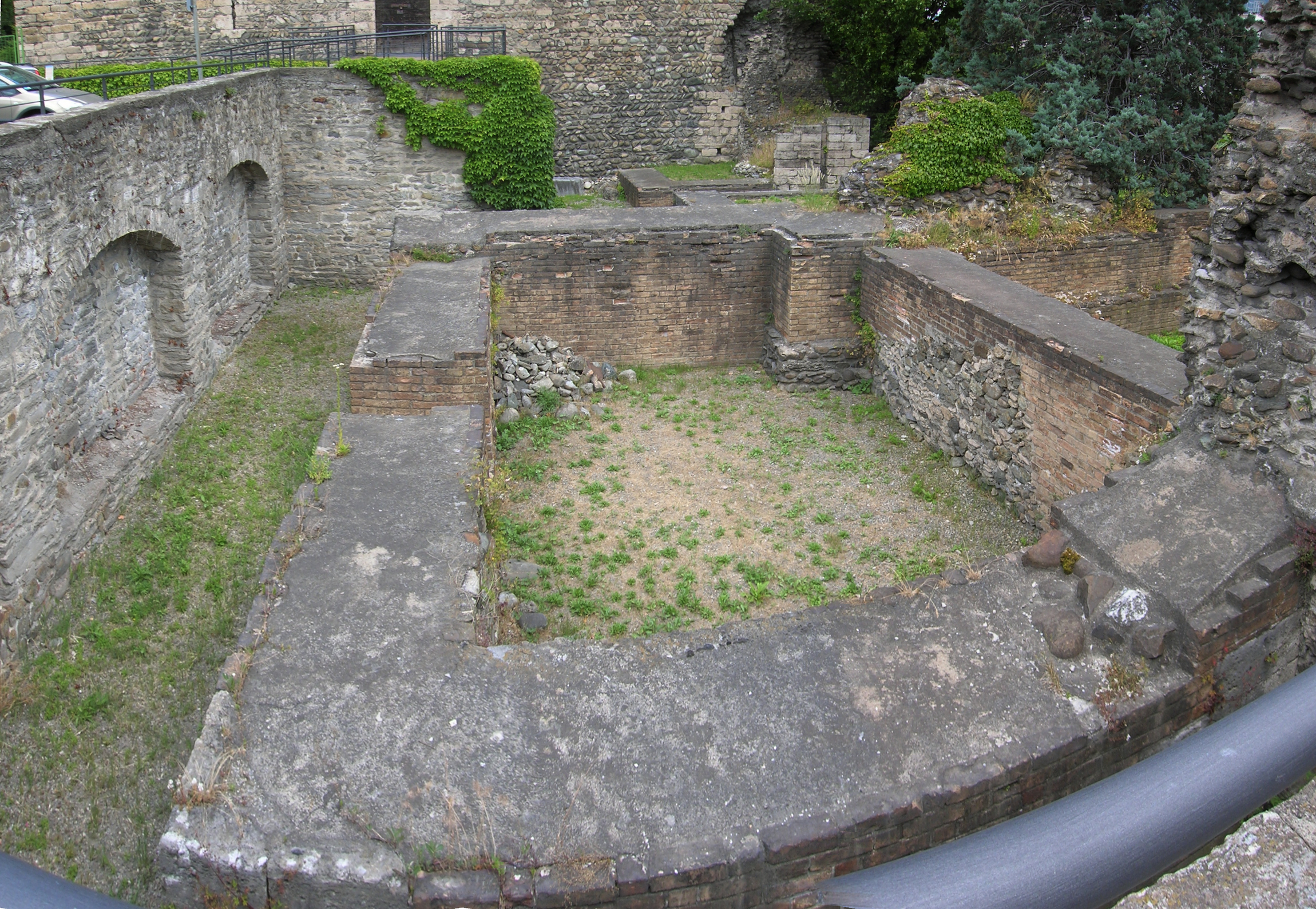